# ケレスとバッカスがいないとヴィーナスは凍えてしまう

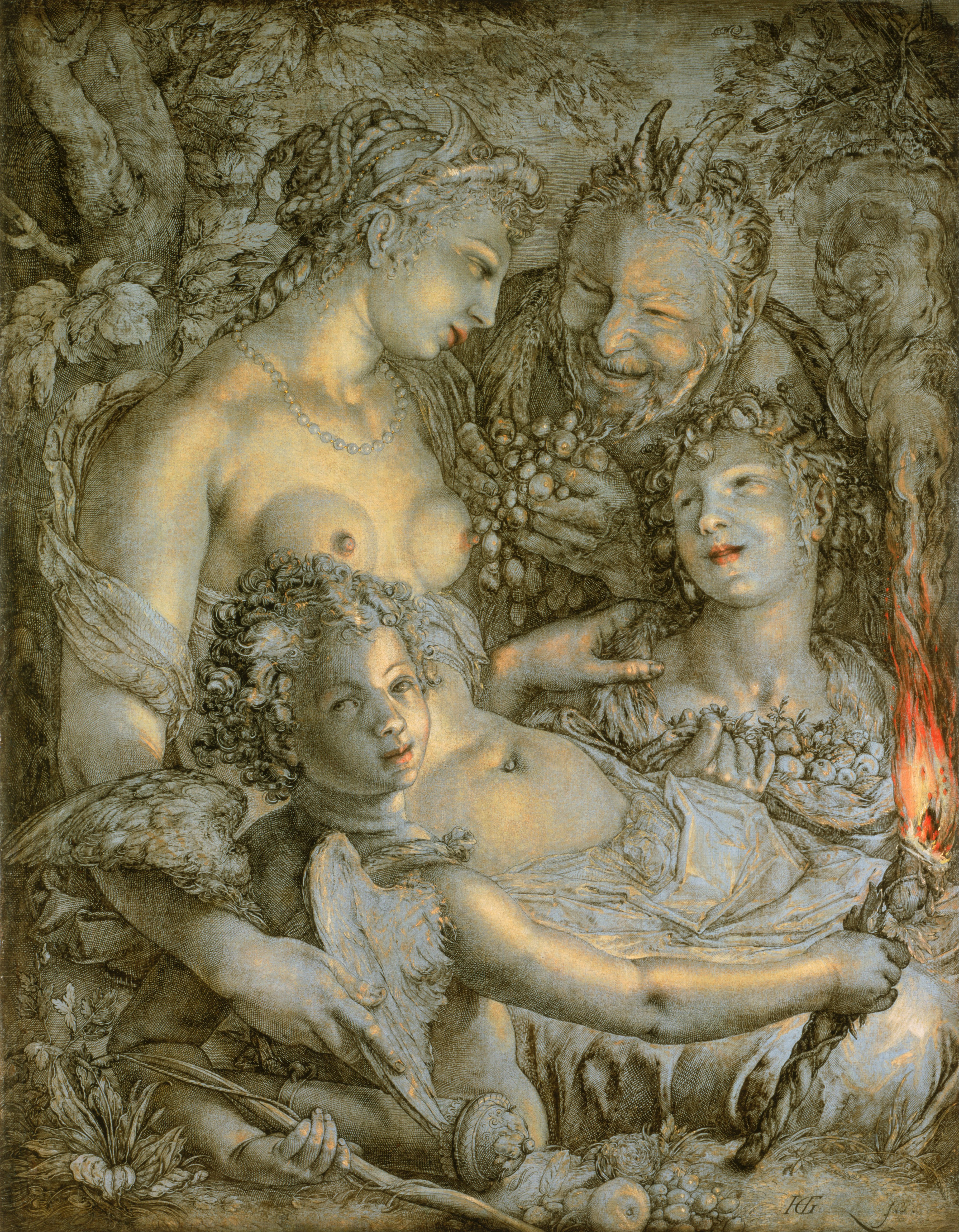
ヘンドリック・ホルツィウスの1600-1603年の絵画『ケレスとバッコスがいないとヴィーナスは凍えてしまう』。フィラデルフィア美術館所蔵。

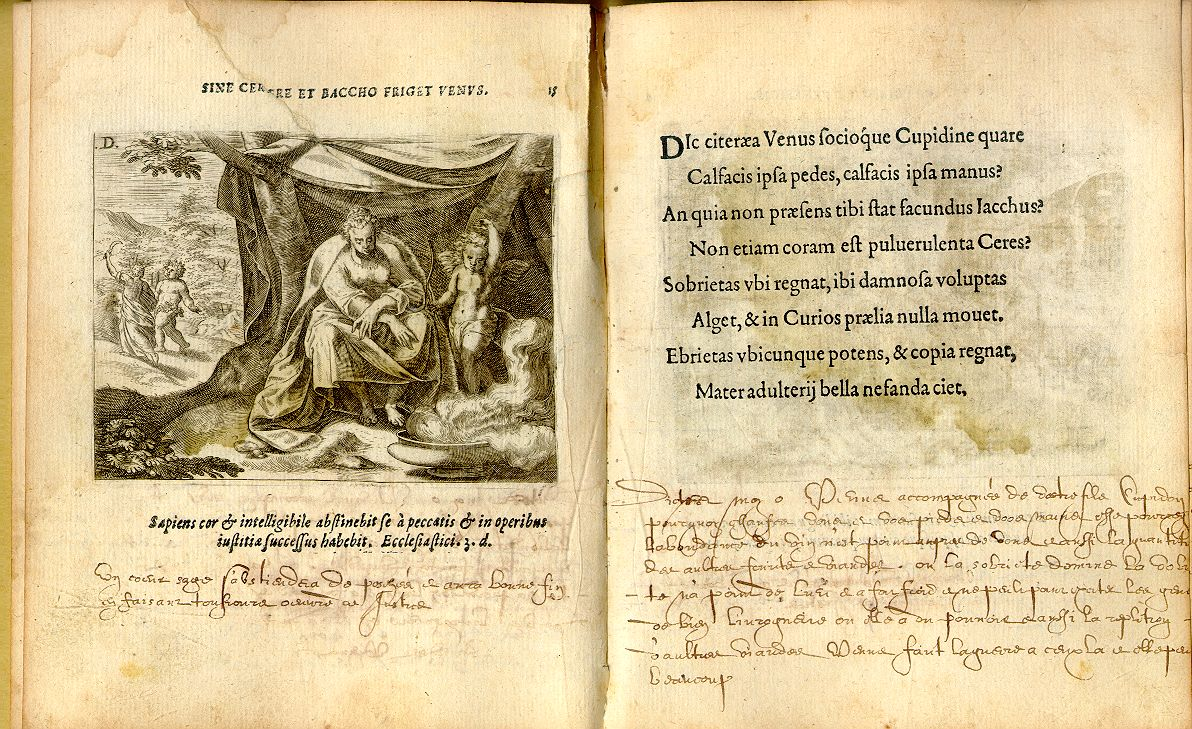
1579年のエンブレム・ブック『ミクロコスモス』の一節、「バッカスとケレスが彷徨う間ヴィーナスはその場しのぎの火の前で震えながら残される」。

『ケレスとバッカスがいないとヴィーナスは凍えてしまう』（ラテン語: Sine Cerere et Baccho friget Venus［シネ・ケレレ・エト・バッコー・フリーゲト・ウェヌス］, 英: Without Ceres and Bacchus, Venus freezes）は、古代ローマの解放奴隷で、劇作家テレンティウスの喜劇『宦官』からの引用である。近世に格言となったこの言葉は、端的な解釈では、「美食（豊饒の女神ケレス）と酒（酒神バッカス）がなければ愛（美を司る女神ヴィーナス）も凍えてしまう」、つまり愛が成就するためには食物とワインが必要であることを意味する。この箴言は時として絵画で表現され、ピーテル・パウル・ルーベンスが素材としたが、特に1550年から1630年にかけて、プラハあるいはネーデルランドやフランドルなどの北部低地のマニエリスムの画家たちに寓意的神話画のジャンルのひとつとして好まれた。
ハールレムのマニエリスム画家がこの主題の絵を集中的に制作したのは、同地の有力者である醸造業者たちの後援が背景にあることが示唆されている。

## 格言
このフレーズはテレンティウスの喜劇『宦官』第4幕の第5場面（732行）でクレメス（Chremes）がピティアス（Pythias）に語る、
という台詞に由来する。したがってこのフレーズはおそらく当時にあってもよく知られた諺であった。クレメスは、大食後の騒々しいパーティーの中でピティアスがいかにいつも以上に美しく見えるのか、言明するために諺を利用する。ケレスの息子であり人間の繁栄を司る神、そしてワインの神であったリーベルは、後にバッカスに置き換えられた。このフレーズはキケロでも同様の形で見られ、彼はそれを換喩の修辞技法の例として引用している。後の時代ではこのフレーズは一般的にテレンティウスに帰された。
中世では、ハイスターバッハのカエサリウスが彼の著書『奇蹟に関する対話』（Dialogus miraculorum）でそれを使用して、贅沢と軽薄に対して警告し、禁欲的なライフスタイルを提唱した。マルティン・ルターは七つの大罪に対する1518年の説教においてそういった意味でそれを引用した。ルネサンスの人文主義の到来とともに、デジデリウス・エラスムスの『格言集』といった様々な編集物に広義の諺が含まれた。ドイツで最も早く使用されたのは1468年の日付を持つクラーゲンフルトでの編集物である。その他のドイツ語の亜種は次のとおり。

これに対して、シェークスピアの喜劇『十二夜』のライン
は正反対の意味でフレーズに言及しているのかも知れない。

## 芸術作品における主題

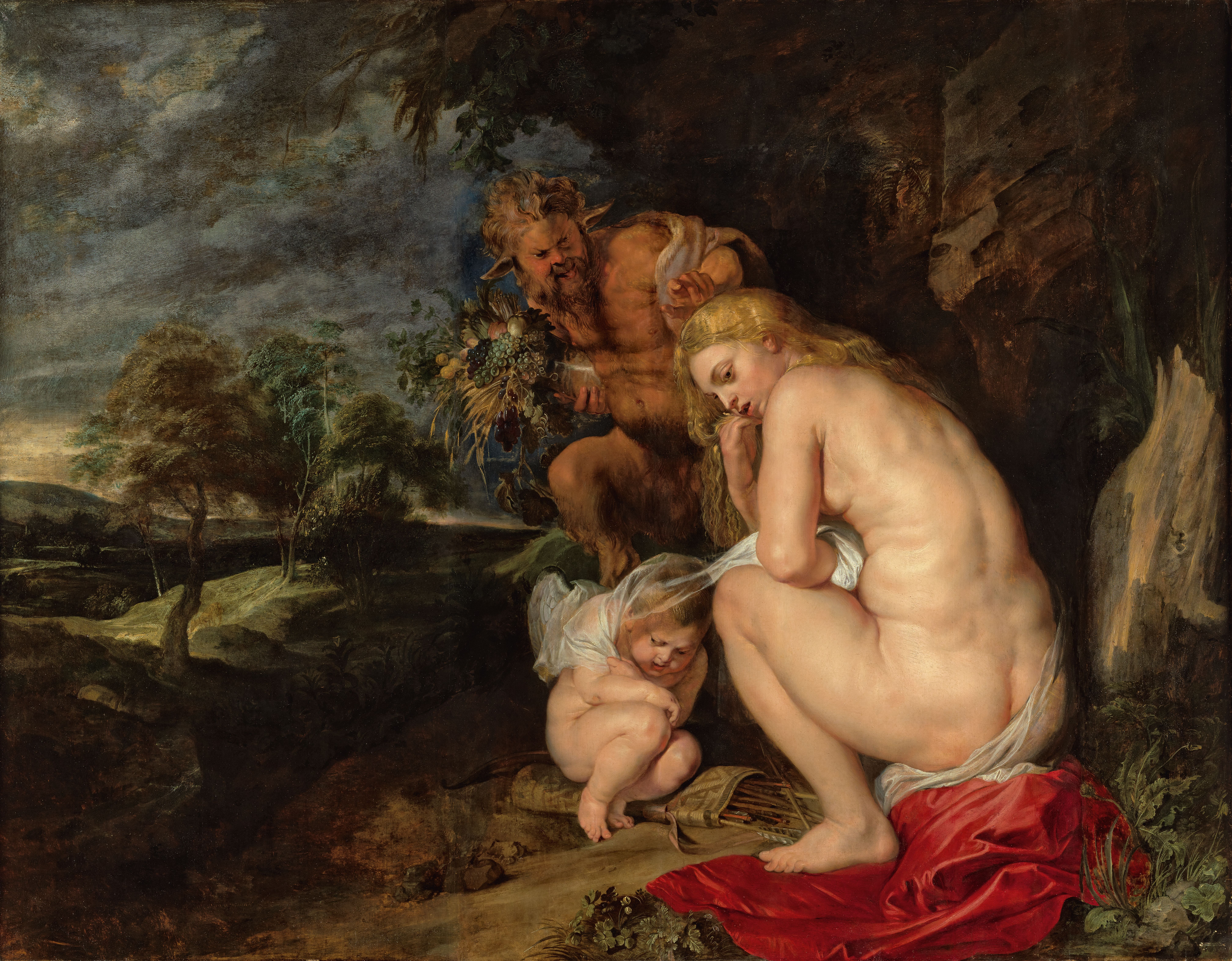
ルーベンスの1615年の作品『凍えるヴィーナス』。サテュロスが果物で満たされたボウルを持って現れたとき、ヴィーナスとキューピッドは凍えている。アントワープ王立美術館所蔵。

芸術における描写は通常はキューピッドを伴い、食物や飲物がない（または衣服がほとんどない）ことによる「凍えるような寒さ」か、あるいは他の神々によって、それらがもたらされたときに快適に過ごすという、いずれかのヴィーナスを示すものに分かれている。後者のタイプはより一般的だが、バルトロメウス・スプランヘルとピーテル・パウル・ルーベンスは両方のタイプを用いた画家の1人である。北方のマニエリストの間で人気があった別の主題「神々の饗宴」のように、この主題は画家たちに比較的あいまいな古典的典拠と豊富な裸婦を描く機会を組み合わせて提供することができた。主題は絵画や、素描、印刷に登場し、しばしばこれらのメディア間や芸術家たちの間で作品がコピーされた。
当初、このモチーフの描写はテキストと密接に結びついており、そのほとんどがエンブレム・ブックと呼ばれる寓意画を多く載せた書物の中で見出され、バルテルミー・アノーが著した1552年の『ピクタ・ポエシス』（Picta poesis）で初めて登場した。オランダの詩人ラウレンティウス・ヘクタヌスによる1579年のエンブレム・ブック『ミクロコスモス』（Mikrokosmos）は、ケレスとバッカスが立ち去るときの寒さで震えるヴィーナスを描写した最初の例かもしれない。ラテン語のテキストは、性的欲求を刺激するため過度の大食と飲酒に対する警告としてこのモチーフが理解されていたことを明かにしている。

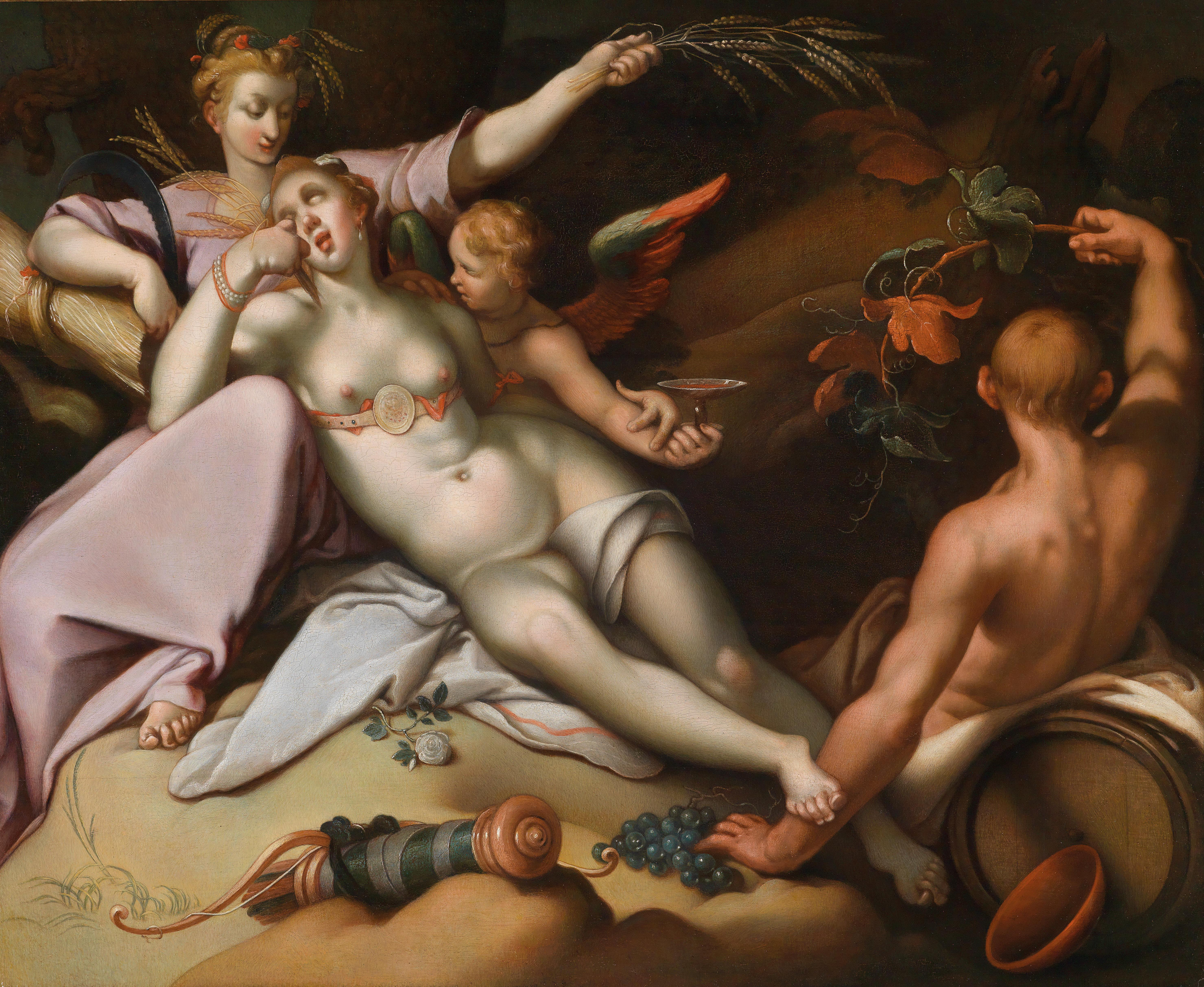
アブラハム・ブルーマールトによる17世紀初頭の作品。

このモチーフは16世紀後半から17世紀初頭のオランダ、およびプラハの神聖ローマ皇帝ルドルフ2世の宮廷におけるマニエリスムの芸術家たちのサークルで特に好まれた。
独立した絵画の主題としてのモチーフの初期の例は、バルトロメウス・スプランヘルの1590年頃の絵画のペア、およびハンス・フォン・アーヘンの『バッカス、ケレスとアモール』（1598年）であり、すべてルドルフ2世のために描かれた。スプランヘルの作品は1597年頃に彫版師・画家のヤン・ハルメンス・ミュラーの手によってアムステルダムで版画になった。ヘンドリック・ホルツィウスは、ここでは非常に効果的なキャンバス上の限定された色彩とペンの珍しい技法を用いた記念碑的作品を含む、少なくともこの主題の10種類のバージョンを制作した。これはまた（おそらく）ルドルフ2世のコレクションにあり、その後スウェーデンとイギリスの王室コレクションを渡り歩き、現在はフィラデルフィア美術館に所蔵されている。同じ技法による本主題に関する別の作品はエルミタージュ美術館にあり、そしてそれは背景にホルツィウスの自画像を含んでいる。

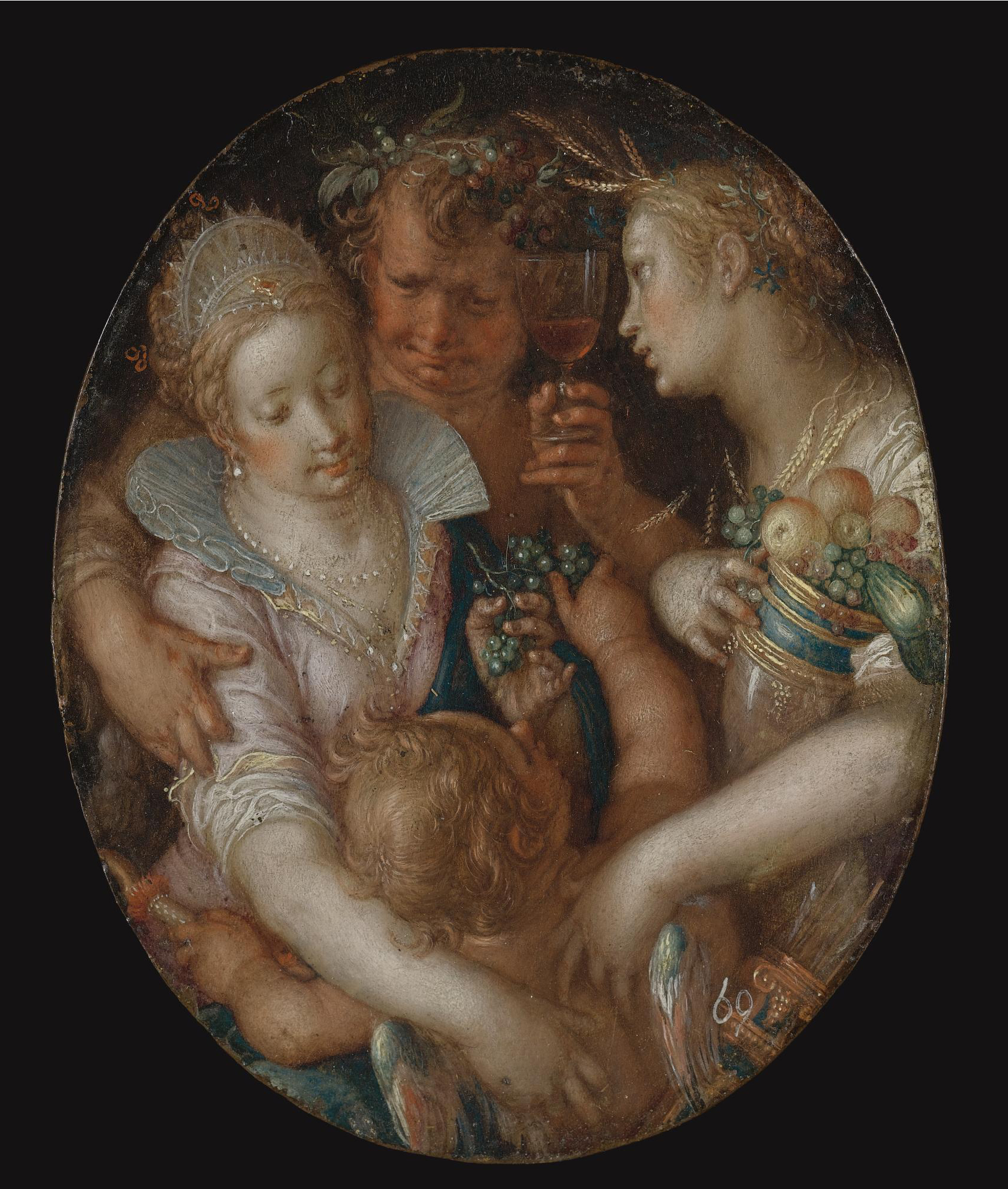
ヨアヒム・ウテワールによる飾り棚用の作品（1605年頃）

特にホルツィウスのバージョンでは、危険の含意と寓意の道徳的な点はまだ明らかだが、しかしモチーフは後になるにつれて個人的な節制についての狭い道徳的メッセージから遠く離れて行った。
いくつかの印刷バージョンは格言のテキストが掲載されており、おそらくより広く人々に説明する必要があると感じられたのだろう。モチーフへの言及は若干の作品または作品群では不明確だが、しかしこの特定のグループを結び付ける他の文脈が発見できないので、3つの神の組み合わせがアモールの有無に関係なくそれに言及していることは少なくとも議論の余地がある。ホルツィウスによる2種類の印刷のセットは3神をそれぞれ順番に示していた。ヤン・サーンレダムによって制作されたエッチングのセットの1つではそれぞれが崇拝者に囲まれている。ヨアヒム・ウテワールの晩年の2つの絵画はバッカスとケレスの半身像を示しており、セットを完成させるためのヴィーナスが欠落していると推定される。ウテワールによる別の小さな絵画は3人の神とアモールを一緒に示している。
ルーベンスはこのモチーフを、凍ていることが目にも明かな『凍えるヴィーナス』、必死に火を起こそうと試みるアモールのバージョン、そしてバッカスからのワインカップを《控えめに暖かく静かに目覚めるちょうどその瞬間に Moment maßvollen Erwärmens und ruhigen Erwachens》ためらいながら受け取るヴィーナスのもう1つのバージョンを含め、異なる方法で繰り返し使用した。イタリアの芸術家は、それが主に北方のエンブレム・ブックの伝統に由来するためか、あるいは主題が温暖な気候では共感するものが少なかったのか、めったにそれを描かなかった。例外はピエトロ・リベリによる絵画とホルツィウスによるアゴスティーノ・カラッチの印刷である。バロック期以降はもはやこのモチーフが頻繁に現れることはなかった。

### 醸造業者の宣伝

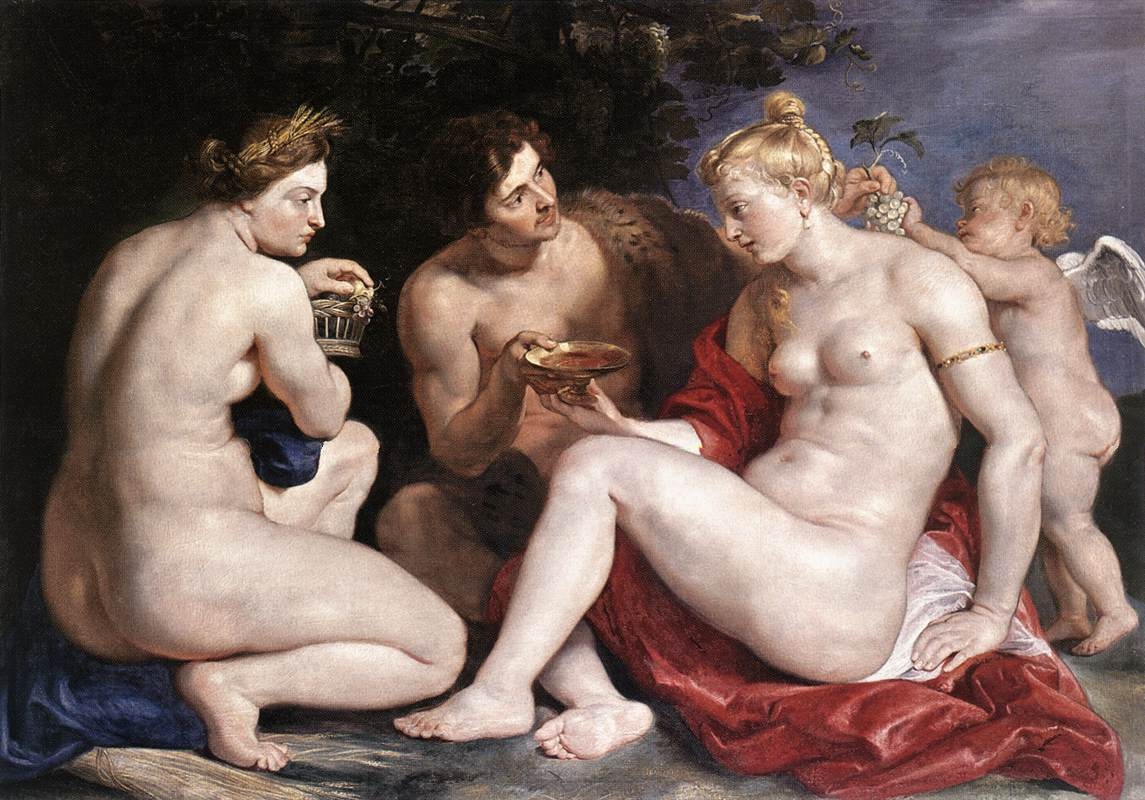
ルーベンス『ヴィーナス、キューピッド、ケレスおよびバッコス』（1612年-1613年の間）。カッセル、アルテ・マイスター絵画館所蔵。

カルヴァン主義のオランダ共和国は性とアルコールの両方に対して複雑で矛盾した態度を示していた。いくつかの著名な画家が飲酒に問題を抱えており、この問題は伝記作家であり芸術家のカレル・ヴァン・マンデルによって、オランダ文化におけるより広範な議論の一環として論じられた。リカルド・デ・マンブロ・サントス（Ricardo De Mambro Santos）の2012年の論文は、この文脈におけるモチーフを論じており、主題の描写がハールレムの大規模な醸造業者によって大きく影響を受けたと提案している。サントスによるとヴァン・マンデルは過剰な飲酒とワインを結びつけているが、しかし一方では自身の著作や芸術の中でビールをより安全で健康的な製品として紹介している。
バッカスは神性の拡張によってすべてのアルコール飲料の神として、またケレスは原材料をカバーする女神として、ともにどちらもビールを象徴する神であり、そして、ヴァン・マンデルが用いた隠喩は、材料を煮沸することにより、実際の醸造の変容プロセスを表すものとしてヴィーナスとキューピッドを配置した。また多くの画像に現れる火は醸造のさらなる必要性を意味した。サントスによると、主題がハールレムのマニエリストの芸術に見られる時期、「ハールレムの経済的生活は主にビールの生産が基盤となっていた」、そして醸造家たちは「以前なら貴族が町の運営における主要なグループとして果たしていた役割を自分たちが担っていると考えて」市の行政を支配した。市内の救貧院複合施設であるブラウワースホフィエ（Brouwershofje）には、ハールレムの醸造業のギルドに関するより多くの情報がある。
特に、ヤン・マティス・バン（Jan Mathijsz Ban）は一流の醸造家であり、ホルツィウスと一緒にイタリア旅行に何週間も費やした芸術家の友人かつ重要なコレクターであった。また別の醸造家とともに、彼はヴァン・マンデルの著書『シルダー・ベック』の中心部分の献辞者だった。ヴァン・マンデルは様々な点でハールレムの醸造家の味覚と知識を称賛し、そして以前の多くのイメージとは反対に、「ヴァン・マンデルのテキストとホルツィウスの画像の両方は、バッカスを冷静でエレガントな神性であり、アルコール飲料の過度の消費とはまったく関係のない、穏やかで礼儀正しい神」として提示している。

## バイロン
イギリスの詩人ジョージ・ゴードン・バイロンは『ドン・ファン』のカントIIの169章-170章で詳しく説明している。

## ギャラリー

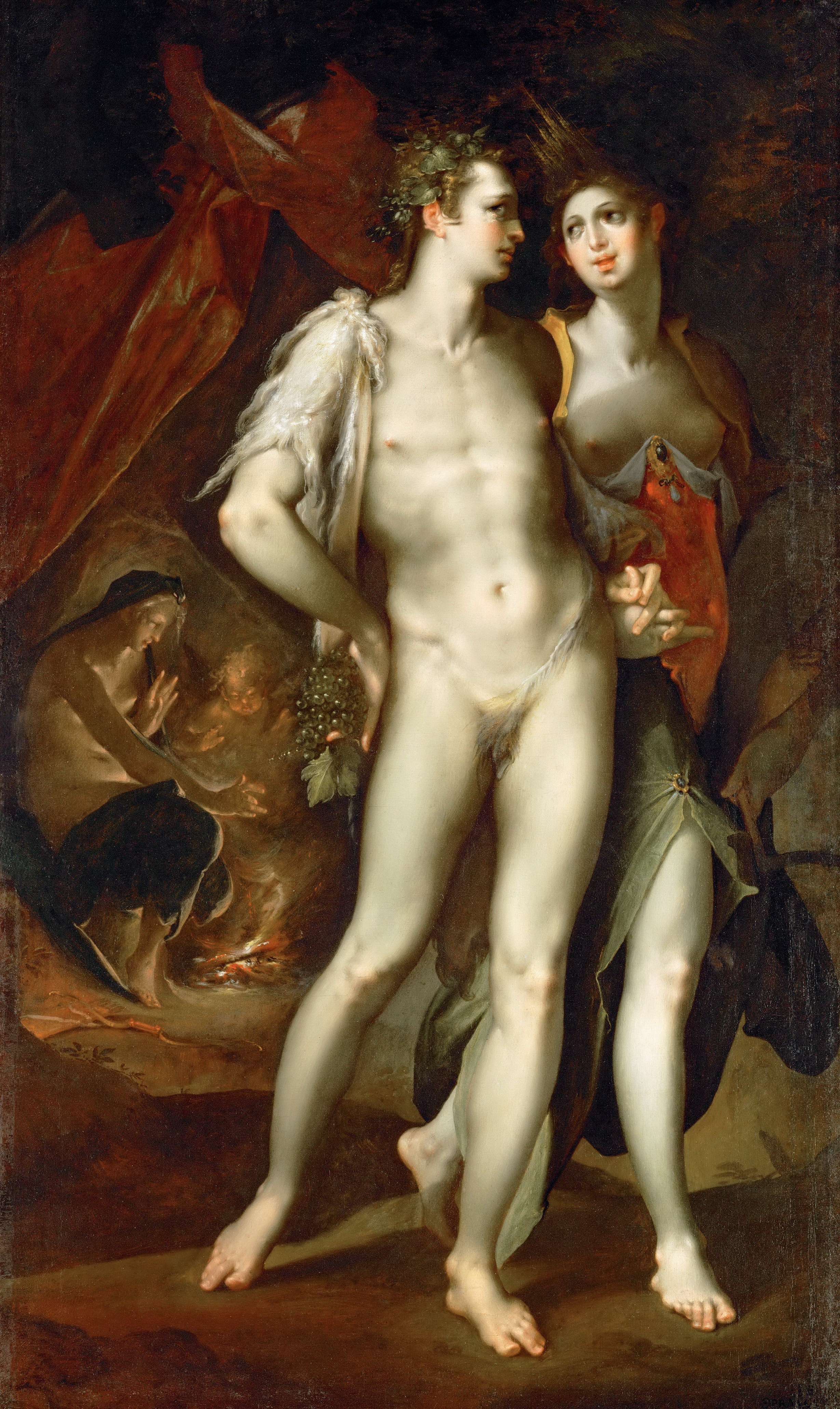
バルトロメウス・スプランヘル『ケレスとバッコスがいないとヴィーナスは凍えてしまう』1590年頃　美術史美術館所蔵
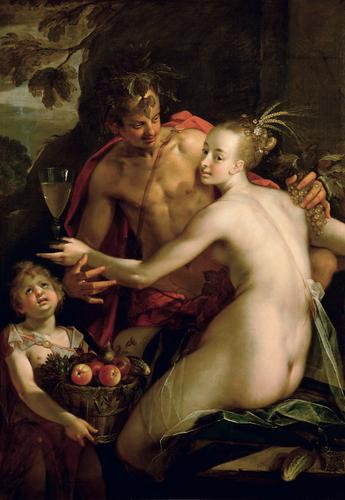
ハンス・フォン・アーヘン『バッカス、ケレスおよびアモール』1598年　美術史美術館所蔵
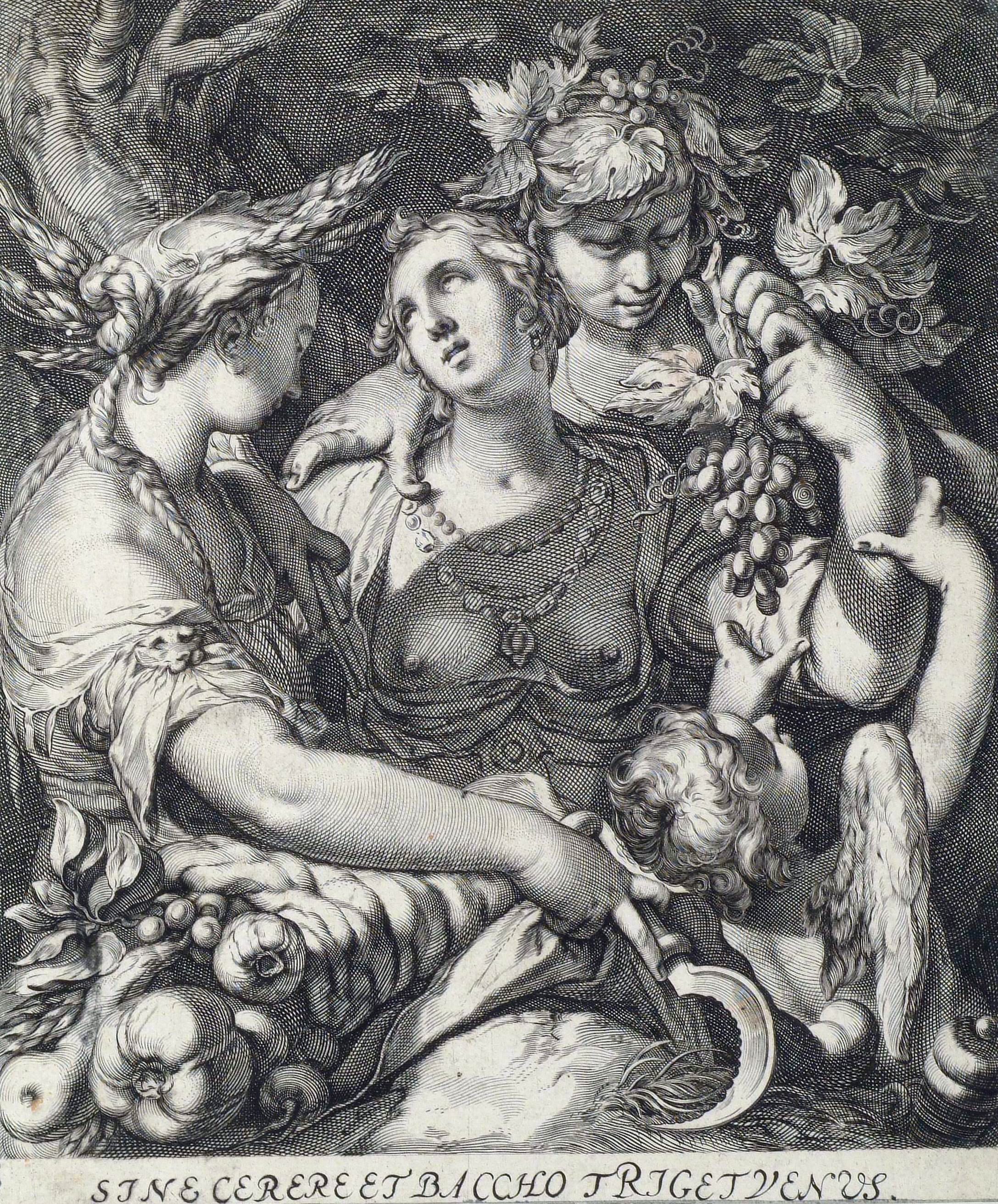
アブラハム・ブルーマールトのデザインによるヤン・サーンレダム（英語版）画『ケレスとバッカスがいないとヴィーナスは凍えてしまう』1600年頃
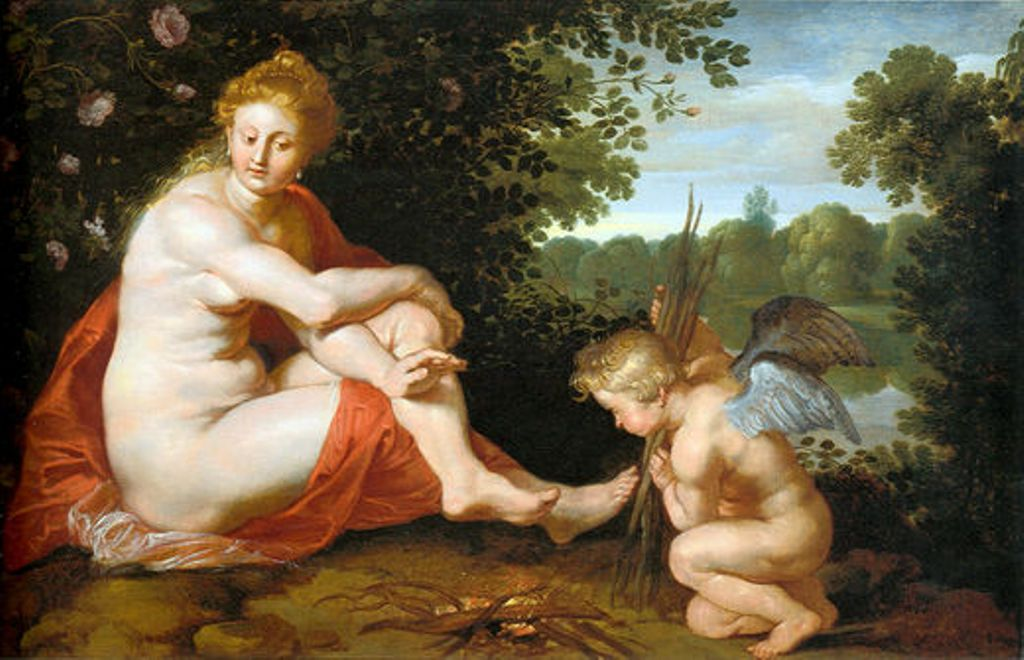
ピーテル・パウル・ルーベンス『ケレスとバッコスがいないとヴィーナスは凍えてしまう』1614年頃　ウィーン美術アカデミー所蔵
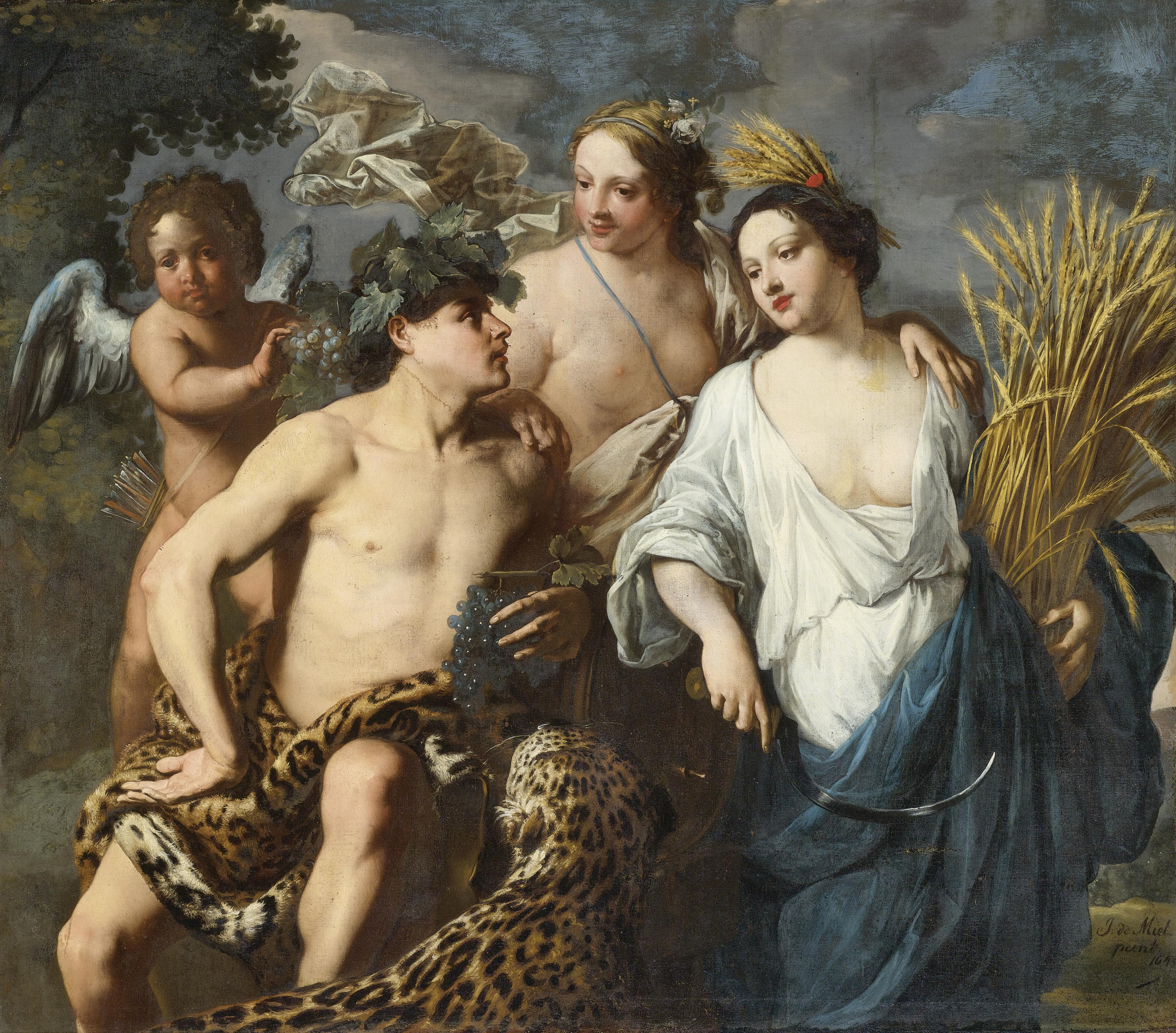
ヤン・ミエル（英語版）『ケレスとバッコスがいないとヴィーナスは凍えてしまう』1645年　個人蔵
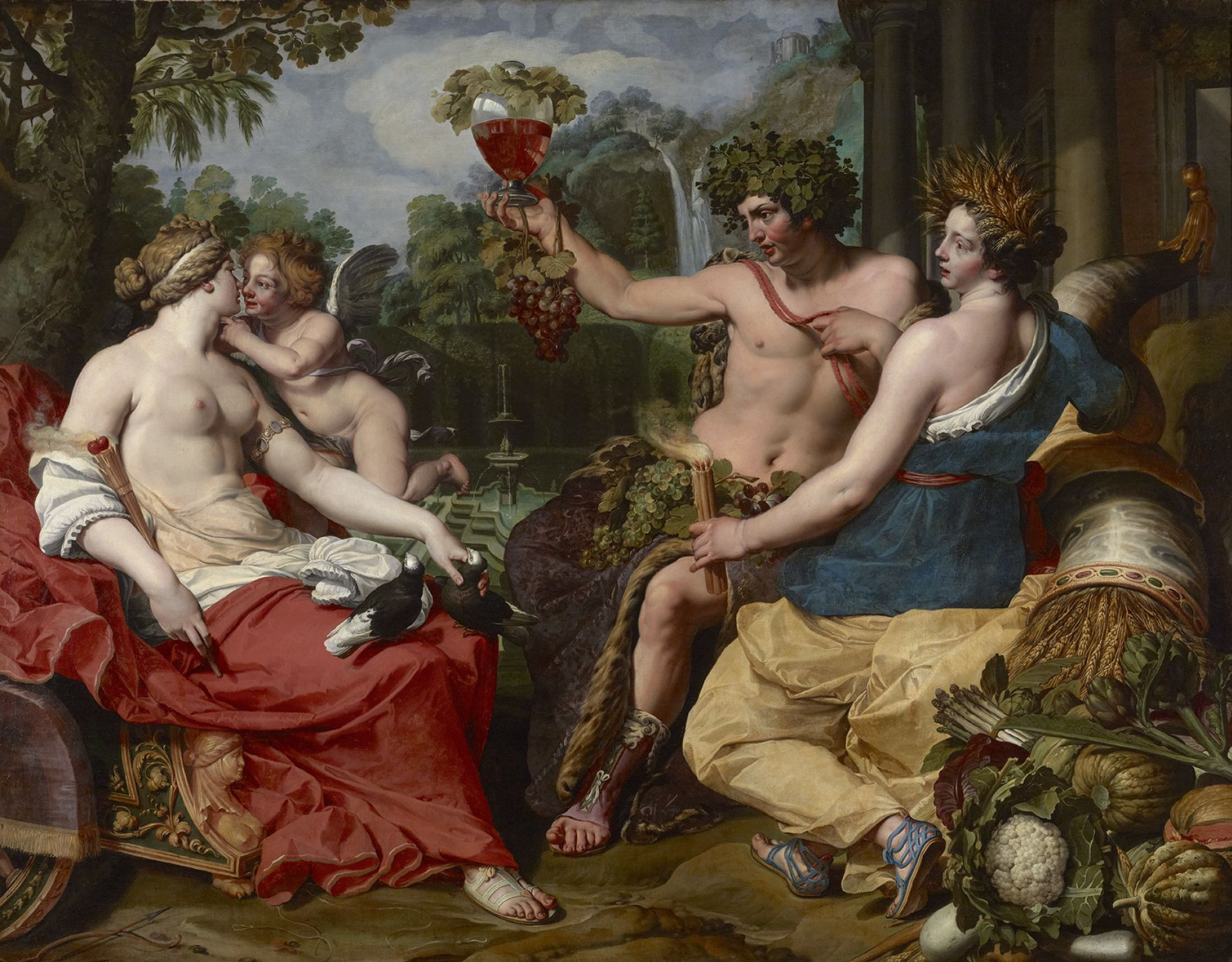
アブラハム・ヤンセンス『ケレス、バッコスとヴィーナス』1605年と1615年の間　ブルケンタール国立博物館（英語版）所蔵
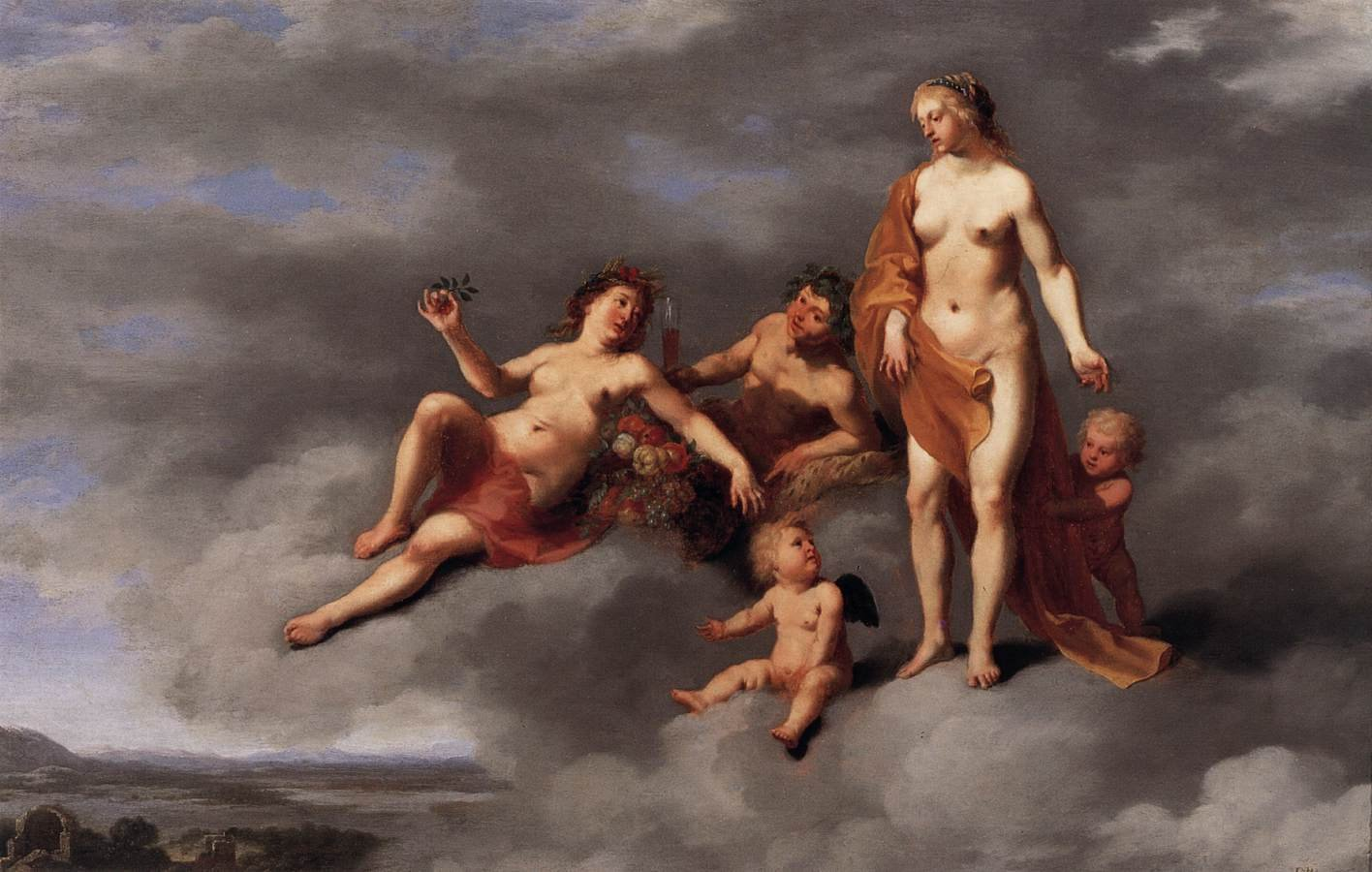
コルネリス・ファン・プーレンブルフ『ケレスとバッコスがいないとヴィーナスは凍えてしまう』1630年頃　ウィーン美術アカデミー所蔵
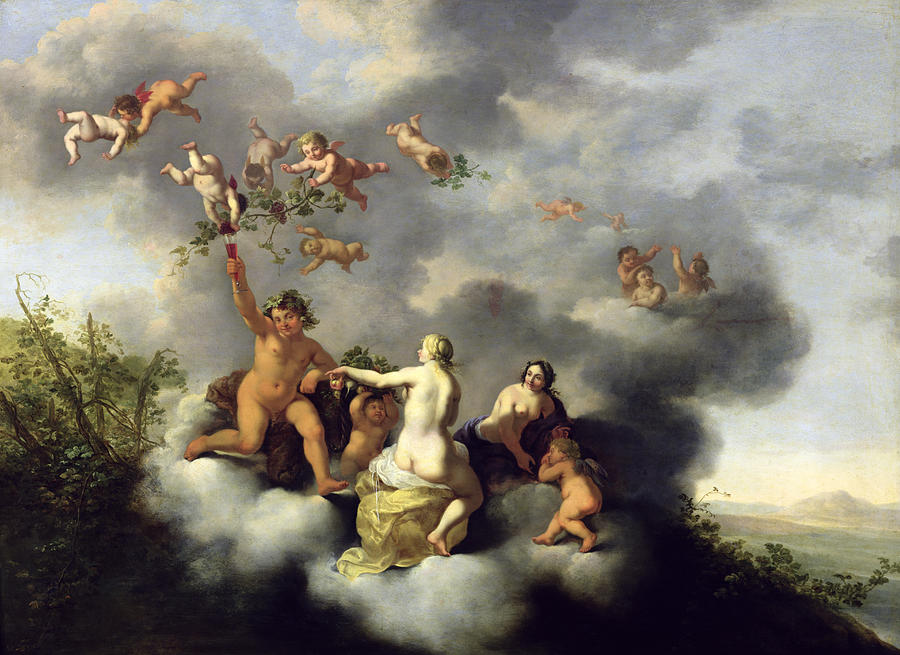
コルネリス・ファン・プーレンブルフ『ケレス、バッコス、ヴィーナスとキューピッド』17世紀　リール宮殿美術館所蔵